# Not yet
Not yet（ノット・イェット）は、日本の女性アイドルグループAKB48から派生した4人組アイドルユニット。

## メンバー
いずれも太田プロダクション所属。
| メンバー                     | 所属グループ                | プロフィール 生年月日、血液型、出身地 |
| ---------------------------- | --------------------------- | ------------------------------------- |
| 大島優子 （おおしま ゆうこ） | 元AKB48                     | 1988年10月17日（36歳）、B型、栃木県   |
| 北原里英 （きたはら りえ）   | 元NGT48（元AKB48、元SKE48） | 1991年6月24日（33歳）、A型、愛知県    |
| 指原莉乃 （さしはら りの）   | 元HKT48（元AKB48、元STU48） | 1992年11月21日（32歳）、O型、大分県   |
| 横山由依 （よこやま ゆい）   | 元AKB48（元NMB48）          | 1992年12月8日（32歳）、B型、京都府    |

## 概要

### グループのコンセプト
コンセプトは、「歌もダンスも“まだまだ”だけど、『その分、成長できるんだ』と解釈して、一生懸命に頑張る等身大の4人」である。グループ名「Not yet」も“まだ”の意味である。

### 結成まで
『さしこのくせに』（2011年・TBS）において、土田晃之は「当初は、大島・指原・北原の3人の予定だった。しかし、大島を1番に置いた際に、2番が指原と考えると「（グループとして）弱い…」との理由で、横山が急遽加入となった」と語っている。一方、秋元康は「AKB48第2回総選挙1位の大島を中心に、指原・北原でユニットを組もうと準備していたのですが、3人ユニットは、すでに、ノースリーブス、フレンチ・キスがデビューしていたので、急遽、AKB48期待の新人で急成長株の横山を加入させることにしました」と、別ユニットの構成人数と重複させたくなかったことを述べている。
また当初、大島はデビューに抵抗を感じており、初めて4人が揃った際のレッスンでは北原・指原・横山とどことなく距離を置いていたという。大島はかねてから梅田彩佳・野呂佳代・松原夏海と自主的に結成していたダンスグループ「梅島夏代」でのCDデビューを望んでいたが、大島だけが別ユニットでデビューすることになったため梅田・野呂・松原に申し訳ない気持ちを抱いていた。2011年1月21日、『AKB48 リクエストアワーセットリストベスト100 2011』でデビュー曲を初披露した後、真っ先に梅田・野呂・松原のもとへ向かい『梅島夏代があったから嫌だったんだけど…でも、ごめんね。』と告げると3人から『頑張りなよ』と激励された。そして北原・指原・横山にそれまでの自身の態度を詫びている。

## 略歴
2011年
- 1月21日、『AKB48 リクエストアワーセットリストベスト100 2011』において、ユニットの結成が発表される。
- 3月16日、1stシングル「週末Not yet」をリリース。なお、同日に恵比寿ガーデンプレイス ザ・ガーデンホールで予約購入者を対象としたイベントを開催する予定であったが、東北地方太平洋沖地震（東日本大震災）の影響により当日の開催は中止となり、5月14日に延期。
- 3月28日、オリコン週間シングルチャートで「週末Not yet」が初登場1位を獲得。初週の売上は、AKB48派生ユニット最高の約16万枚。
- 5月14日、有明コロシアムでNot yet初のリリースイベント「『週末Not yet』発売記念プレミアムイベント〜写真撮影・録音は禁止しません〜」を開催した。
- 7月6日、2ndシングル「波乗りかき氷」をリリース。よみうりランドのプールWAIにて開催。PVにも収められている大島優子のサーフィンを生で披露した。
- 10月9日、初のレギュラー番組『ヨンパラ FUTUREゲームバトル』放送開始。
- 11月16日、3rdシングル「ペラペラペラオ」をリリース。

2012年
- 1月29日、「『ペラペラペラオ』発売記念プレミアムイベント〜写真撮影・録音は禁止しません〜」を開催した。
- 5月30日、4thシングル「西瓜BABY」をリリース。
- 7月7日、「『西瓜BABY』発売記念プレミアムイベント」を開催。

2013年
- 9月25日、5thシングル「ヒリヒリの花」をリリース。

2014年
- 4月23日、1stアルバム『already』をリリース。
- 10月15日、ライブDVD『Not yet "already" 2014.5.10 1st LIVE』をリリース。

2015年
- 1月22日にTOKYO DOME CITY HALLで開催された『AKB48 リクエストアワーセットリストベスト1035 2015』第2日公演において、「週末Not yet」が第169位にランクインし、AKB48を卒業した大島も含め、2014年5月に有明コロシアムで開催されたライブ以来の活動。その後のMCで大島は解散を否定し、今後のユニット活動に含みを持たせた発言を残している。しかしその後もCDリリースをはじめ実際4人での活動はなく事実上活動休止状態が続いている。

2017年
- 9月16日放送のNHK BSプレミアム『AKB48 SHOW!』で行われた企画「さしはらSHOW!（3）」において、「週末Not yet」が歌唱される。このころ大島が海外留学で不在のため、代役として大家志津香が出演。「Not yet feat.大家志津香」名義でパフォーマンスした。

2021年
- 11月27日に、パシフィコ横浜にて開催された、『MXまつり 横山由依卒業コンサート〜深夜バスに乗って〜 supported by 17LIVE』に大島・北原・指原がゲスト出演し横山を含めた4人で「週末Not yet」と「Already」を披露した。2015年1月以来の4人での活動となった。そして同年12月9日に横山がAKB48劇場で卒業公演を行ったことにより、Not yetメンバー全員がAKB48グループでの活動を終了した。

## 作品

### シングル
|   | リリース       | タイトル       | オリコン 週間 最高位 | 販売形態            | 規格品番                                    | 備考                            |
| - | -------------- | -------------- | -------------------- | ------------------- | ------------------------------------------- | ------------------------------- |
| 1 | 2011年3月16日  | 週末Not yet    | 1位                  | CD+DVD CD+写真集 CD | COZA-501/2 COZA-503/4 COCA-16454 NYT-1001   | 通常盤A 通常盤B 通常盤C 劇場盤  |
| 2 | 2011年7月6日   | 波乗りかき氷   | 1位                  | CD+DVD CD           | COZA-517/8 COZA-519/20 COCA-16498           | 通常盤A 通常盤B 通常盤C         |
| 3 | 2011年11月16日 | ペラペラペラオ | 2位                  | CD+DVD CD           | COZA-613/4 COZA-615/6 COZA-617/8 NYT-1003   | 通常盤A 通常盤B 通常盤C 劇場盤  |
| 4 | 2012年5月30日  | 西瓜BABY       | 1位                  | CD+DVD CD           | COZA-653/4 COZA-655/6 COZA-657/8 COCA-16616 | 通常盤A 通常盤B 通常盤C 通常盤D |
| 5 | 2013年9月25日  | ヒリヒリの花   | 1位                  | CD+DVD CD           | COZA-792/3 COZA-794/5 COZA-796/7 COCA-16764 | 通常盤A 通常盤B 通常盤C 通常盤D |

### アルバム
|   | リリース      | タイトル | オリコン 週間 最高位 | 販売形態             | 規格品番                                   | 備考                        |
| - | ------------- | -------- | -------------------- | -------------------- | ------------------------------------------ | --------------------------- |
| 1 | 2014年4月23日 | already  | 1位                  | CD+DVD CD PLAYBUTTON | COZP-915/6 COZP-917/8 COCP-38519 COEX-1002 | Type-A Type-B Type-C Type-D |

### 映像作品
|   | リリース日     | タイトル                             | 規格品番              | 備考        |
| - | -------------- | ------------------------------------ | --------------------- | ----------- |
| 1 | 2014年10月15日 | Not yet "already" 2014.5.10 1st LIVE | COBA-6703/4 COXA-1103 | DVD Blu-ray |

## タイアップ
| 楽曲                     | タイアップ | 収録作品                      |
| ------------------------ | --- | ----------------------------- |
| 週末Not yet              | テレビ朝日 日曜ナイトドラマ『Dr.伊良部一郎』主題歌 | 1stシングル「週末Not yet」    |
| ひらひら                 | CM：NTT東日本電報「ありがとうのサプライズ卒業篇」 | 1stシングル「週末Not yet」    |
| 素直になりたい           | 関西テレビ 『さんまのまんま』エンディング・テーマ | 1stシングル「週末Not yet」    |
| 笑うがいい               | TBS 『Music Birth+』3月度エンディング・テーマ | 1stシングル「週末Not yet」    |
| フェルメールの手紙       | 「フェルメールからのラブレター展」イメージソング | 2ndシングル「波乗りかき氷」   |
| ハグ友                   | 映画『イースターラビットのキャンディ工場』日本語版主題歌 | 2ndシングル「波乗りかき氷」   |
| ペラペラペラオ           | テレビ朝日系『ストリートファイターズ』10月度オープニング・セレクション TBS『ヨンパラ FUTUREゲームバトル』エンディング・テーマ テレビ朝日『お願い!ランキング』11月度エンディングテーマソング | 3rdシングル「ペラペラペラオ」 |
| ヒリヒリの花             | CM：常盤薬品工業「なめらか本舗 豆乳イソフラボン」 | 5thシングル「ヒリヒリの花」   |
| 次のピアス               | CM：外為オンライン「NY篇」「パリ篇」 | 5thシングル「ヒリヒリの花」   |
| 見えない空はいつでも青い | CM：ユーキャン「AKB48 チャレンジユーキャン!」 | 5thシングル「ヒリヒリの花」   |
| 世界の風を僕らは受けて   | CM：外為オンライン「BUSINESS編」「HOLIDAY篇」 | 1stアルバム『already』        |

## 出演

### テレビ
- Dr.伊良部一郎 第7話（2011年3月20日、テレビ朝日） - 本人 役
- Music Birth+（2011年1月31日 - 3月28日、TBS） - デビューまでを密着
- ヨンパラ FUTUREゲームバトル（2011年10月10日 - 2012年3月26日、TBS）

### ラジオ
- AKB48の"私たちの物語" （2011年7月8日・11月25日・2012年1月20日、NHK-FM）

### ライブ
- Not yet "already" 2014.5.10 1st LIVE（2014年5月1日）

### イベント
- 『週末Not yet』発売記念プレミアムイベント〜写真撮影・録音は禁止しません〜（2011年5月1日、有明コロシアム）
- a-nation 10th Anniversary for Life Charge ▶ Go! ウイダーinゼリー（2011年8月13日、名古屋市・ポートメッセなごや野外特設会場）
- 『ペラペラペラオ』発売記念プレミアムイベント〜写真撮影・録音は禁止しません〜（2012年1月29日）
- 『西瓜BABY』発売記念プレミアムイベント（2012年7月7日）